# Beaumont-du-Gâtinais
Beaumont-du-Gâtinais – miejscowość i gmina we Francji, w regionie Île-de-France, w departamencie Sekwana i Marna.
Według danych na rok 1990 gminę zamieszkiwało 909 osób, a gęstość zaludnienia wynosiła 55 osób/km² (wśród 1287 gmin regionu Île-de-France Beaumont-du-Gâtinais plasuje się na 652. miejscu pod względem liczby ludności, natomiast pod względem powierzchni na miejscu 134.).